# Common Object Request Broker Architecture
Common Object Request Broker Architecture（コモン オブジェクト リクエスト ブローカー アーキテクチャー、略称CORBA（コルバ））とは、Object Management Group (OMG) が定義した標準規格であり、様々なコンピュータ上で様々なプログラミング言語で書かれたソフトウェアコンポーネントの相互利用を可能にする（分散オブジェクト技術）ものである。

## 概要
CORBA では、プログラムコードをその機能や呼び出し方の情報と共に一種のカプセル化を行う。このカプセル化されたオブジェクトは、コンピュータネットワークを経由して他のプログラム（あるいは CORBA オブジェクト）から呼び出すことができる。
CORBA はインタフェース記述言語 (IDL) を使ってこのようなオブジェクトの外部インタフェースを記述する。そして、IDLから他の特定の実装言語（C++やJava）への「マッピング」を行う。CORBAとしてマッピングが標準的に用意されているのは、Ada、C、C++、LISP、Smalltalk、Java、COBOL、PL/I、Python である。標準に組み込まれていないが、Perl、PHP、Ruby、Visual Basic、Tcl、Delphi へのマッピングを実装したObject Request Brokerが存在する。
下図はCORBA基盤で生成されたコードが使われる様子を示したものである。
この図は非常に単純化してある。通常、サーバ側には Portable Object Adapter があり、呼び出しをローカルなサーバントに渡すか（負荷分散のために）他のサーバに転送する。また、サーバ側にもクライアント側にも後述するインターセプターが存在することが多い。
ユーザーに対して言語やプラットフォームに依存しない遠隔手続き呼出し (RPC) 仕様を提供する以外に、CORBAはトランザクションやセキュリティに必要な一般的サービスを定義している。

## 主な機能・特徴

### Objects by Value (OBV)
リモートオブジェクトとは別に、CORBAとRMI-IIOPはOBVの概念を定義している。オブジェクト内のメソッドのコードはデフォルトではローカルに実行される。OBVをリモートから受信する場合、必要なコードが両者に事前に備えられているか、送信側から動的にダウンロードしなければならない。このため、コードをダウンロードできるURL群の（空白で区切った）リストである Code Base が OBV を定義するレコードに含まれている。OBV はリモートメソッドを持つこともできる。
OBV は転送される際に付属して転送されるフィールドを持つことがある。そのフィールドにはOBV自体、構成リスト、木構造やグラフなどが含まれる。OBVにはクラス階層があり、多重継承や抽象クラスもある。

### CORBA Component Model (CCM)
CORBA Component Model (CCM) は CORBA 仕様の追加要素である。 CORBA 3 で導入された。これはCORBAコンポーネントの標準アプリケーションフレームワークを記述したものである。それはちょうど「言語に依存しない」Enterprise JavaBeans(EJB)の拡張版である。「ポート」と呼ばれる明確な名前付きのインタフェースを通してサービスのやりとりができる実体を抽象化したものである。
CCM にはコンポーネントコンテナがあり、その中にソフトウェアコンポーネントが置かれる。コンテナは内包するコンポーネントに各種サービスを提供する。例えば、通知、認証、永続性、トランザクション管理などがある。これらは分散システムには必須のサービスであり、その実装をソフトウェアコンポーネントからコンテナに移すことによってコンポーネントの複雑さは劇的に軽減される。

### ポータブルなインターセプター
ポータブルなインターセプターとは、CORBAやRMI-IIOPが使用するCORBAシステムの最重要機能の「フック」である。CORBA標準では以下のようなタイプのインターセプターを定義している:
1. IORインターセプターは、カレントサーバが示すリモートオブジェクトへの新たな参照の作成を調停する。
2. クライアントインターセプターは、クライアント側でリモートメソッドの呼び出しの調停を行う。そのオブジェクトのサーバントが同じサーバに存在すれば、そのメソッドが呼び出されるようにローカル呼び出しが調停される。
3. サーバインターセプターは、サーバ側のリモートメソッド呼び出しへの対応を調停する。

インターセプターは、送信されるメッセージに何らかの情報や生成したIORを付加することができる。それらの情報はリモート側の対応するインターセプターが読み取る。インターセプターは例外を送ったり、メッセージを他のターゲットに転送したりといったことも行う。

### General InterORB Protocol (GIOP)
GIOPとは、Object Request Broker(ORB)同士が通信する際の抽象プロトコルである。このプロトコルに関する標準はObject Management Group(OMG)が管理保守している。GIOPアーキテクチャはいくつかの実際のプロトコルを提供している:
1. Internet InterORB Protocol (IIOP) - CORBA ORB 同士の通信プロトコルであり、インターネット上のGIOPの実装である。従って、GIOPメッセージとTCP/IPとの橋渡しをする。
2. SSL InterORB Protocol (SSLIOP) - SSL 上のIIOP。暗号化と認証機能を提供する。
3. HyperText InterORB Protocol (HTIOP) - HTTP上のIIOP。プロキシを透過的に迂回するなどの機能がある。
4. その他いろいろ…

### Data Distribution Service (DDS)
Object Management Group (OMG) は関連する標準規格としてData Distribution Service (DDS) 標準を制定している。DDS は出版-購読（publish-subscribe）型データ配信モデルであり、対照的にCORBAはリモート呼び出しオブジェクトモデルである。

### VMCID (Vendor Minor Codeset ID)
標準CORBAは例外のサブカテゴリーを明示するためにマイナーコードを明記している。マイナー例外コードは unsigned long 型で、上位20ビットは “Vendor Minor Codeset ID”(VMCID)、下位12ビットがマイナーコード本体である。標準例外のマイナーコードには OMG が予約する VMCID の付与された形で unsigned long 型の定数 CORBA::OMGVMCID として定義される。従って、マイナー例外コードは OMGVMCID と OR された形で ex_body 構造体に格納されている。
マイナーコードの設定はベンダー依存である。VMCID の割り当て要求は、tagrequest@omg.org に電子メールを送ればよい。VMCID のうち、0 と 0xfffff は実験用の予約されている。また、OMGVMCID と 1 から 0xf までの VMCID は OMG が予約している。

## CorbaLoc
CorbaLoc とは、Corba Location の略であり、CORBA オブジェクトへの参照を文字列で表したものである。その見た目はURLによく似ている。CORBA製品には OMGが定義した二種類のURL、"corbaloc:" と "corbaname:" をサポートしている。その目的は、IORを持つ場所を指定するに当たって、人間がそれを読んで編集できる方法を提供することである。
CobaLoc の例を以下に示す:
corbaloc::160.45.110.41:38693/StandardNS/NameServer-POA/_root
CORBA製品はオプションとして "http:"、"ftp:"、"file:" をサポートするものもある。これらは、文字列化されたIORのダウンロード方法の詳細を提供するために存在する（または、再帰的に他のURLをダウンロードすることによって文字列化されたIORが得られるようにしている）。

## CORBA 実装例
- Oracle Tuxedo - CORBA 2.5 対応の商用 ORB （Java、C++用）オラクル
- Borland Enterprise Server, VisiBroker - CORBA 2.6 対応の商用 ORB （Java、C++用） ボーランド
- GNU Classpath - Java用の自由ソフトウェア実装を含む(GPL+linking exception, 新たに書かれた org.omg パッケージを含む)
- CORBA for PHP - PHP5
- Combat - Tcl用 ORB。C++ ORB の Tcl 層。
- e*ORB - 商用 ORB （Ada、C、C++用）
- ILU - パロアルト研究所のオープン・ソフトウェア・オブジェクト・インタフェース・システム
- IIOP.NET - Microsoft .NET 用自由ソフトウェア(LGPL) ORB
- Interstage - 商用、富士通
- JacORB - Javaで実装された自由ソフトウェア (LGPL) ORB
- J-Integra Espresso - 商用 Microsoft .NET ORB、by Intrinsyc J-Integra
- MICO - C++で実装された自由ソフトウェア (LGPL) ORB
- omniORB - 自由ソフトウェア (LGPL) ORB （C++、Python用）
- OpenORB - 自由ソフトウェア (BSD) ORB （Java用）
- Orbacus - 商用 C++ ORB、by IONA Technologies
- ORBexpress - 商用 ORB（Ada、Java、C++用。通常版とリアルタイム版）by Objective Interface Systems
- ORBit2 - 自由ソフトウェア (LGPL) ORB （C、C++、Python用）
- Orbix - 商用 ORB by IONA Technologies
- ORBLink - 商用 ORB （Allegro Common LISP 用）
- Perl ORB - Perlで実装されたオープンソース(Artistic License) ORB
- PolyORB - Adaで実装された自由ソフトウェア (MGPL) ORB
- SANKHYA Varadhi - 商用 ORB （C++用）
- TAO - オープンソース ORB （C++用）
- TPBroker - VisiBroker の日立製作所による改造版
- Universe - PHP4
- VBOrb - 自由ソフトウェア (LGPL) ORB （Visual Basic用）
- Xtradyne I-DBC - 商用 CORBA セキュリティ実装、by Xtradyne
- Systemν[nju:] - 商用 分散トランザクション対応 ORB、日本ユニシス

## OMG の商標
CORBA、IIOP、OMG は Object Management Group の登録商標であり、利用には注意が必要である。GIOP は登録商標ではない。従って、アプリケーションについて「GIOPに基づいたアーキテクチャである」とするのが適切な場合もあるだろう。なお、CORBAの仕様書自体に関しては、それに基づいた実装を自由に行うことは（CORBAという登録商標を使わないかぎり）許されている。